# Mars-Trojaner
Mars-Trojaner sind Asteroiden, die auf der Bahn des Planeten Mars laufen, wobei sie aber um 60° am Lagrange-Punkt L4 vorauseilen bzw. am Lagrange-Punkt L5 nachfolgen. Nur auf diesen beiden Punkten der Umlaufbahn ist eine Asteroidenbahn stabil. Sie werden wie hunderte Kleinkörper auf der Jupiter- und Neptunbahn Trojaner genannt. Als erster Mars-Trojaner wurde im Jahr 1990 (5261) Eureka entdeckt.
Im Juli 2017 hat das Minor Planet Center fünf Mars-Trojaner gelistet, ein vorauseilender und vier nachfolgende. Von weiteren vier ist die Umlaufbahn noch nicht ausreichend für eine feste Nummerierung gesichert. Es wird vermutet, dass (311999) 2007 NS2, (385250) 2001 DH47, 2011 SC191, 2011 UN63, 2011 SL25 und 2011 UB256 zu einer Familie um Eureka gehören könnten.
| Mars-Trojaner      | Mars-Trojaner  | Mars-Trojaner     |
| Name               | Lagrange-Punkt | Entdeckt am       |
| ------------------ | -------------- | ----------------- |
| (5261) Eureka      | L5             | 20. Juni 1990     |
| (101429) 1998 VF31 | L5             | 13. November 1998 |
| (121514) 1999 UJ7  | L4             | 30. Oktober 1999  |
| (311999) 2007 NS2  | L5             | 14. Juli 2007     |
| (385250) 2001 DH47 | L5             | 20. Februar 2001  |
| Kandidaten         |                |                   |
| 2011 SL25          | L5             |                   |
| 2011 SC191         | L5             |                   |
| 2011 UN63          | L5             |                   |
| 2011 UB256         | L5             |                   |